# Edmondo Cirielli
Edmondo Cirielli (Nocera Inferiore, 22 maggio 1964) è un politico e generale italiano, dal 2 novembre 2022 viceministro degli affari esteri e della cooperazione internazionale nel governo Meloni.
Deputato alla Camera dal 30 maggio 2001, ricoprendo svariati incarichi parlamentari, è stato presidente della Provincia di Salerno dall'8 giugno 2009 al 22 ottobre 2012.

## Biografia
Nato a Nocera Inferiore (Salerno), figlio di un ufficiale dell'esercito, nel 1980 è stato ammesso come allievo del 193º corso alla Scuola militare "Nunziatella" di Napoli, dove consegue la maturità scientifica nel 1983. Successivamente frequenta l'Accademia militare di Modena e la Scuola ufficiali carabinieri di Roma, conseguendo la laurea in giurisprudenza all'Università di Parma, la laurea in scienze politiche e la laurea specialistica in scienze della sicurezza interna ed esterna all'Università di Salerno.
È ufficiale dell'Arma dei Carabinieri in aspettativa per via del mandato parlamentare, ora in congedo. Nell'ottobre 2020 riceve la promozione onorifica al grado di Generale di Brigata.
È consigliere della Fondazione Italia USA.

## Attività politica

### Consigliere regionale della Campania
Alle elezioni regionali in Campania del 1995 si candida con Alleanza Nazionale (AN), a sostegno del parlamentare Antonio Rastrelli, venendo eletto in consiglio regionale della Campania e risultando con 15.893 preferenze il più suffragato della Regione dopo Domenico Zinzi (19.381). Alle regionali campane del 2000 viene rieletto consigliere regionale della Campania con 15.616 preferenze, .

### Elezione a deputato
Alle elezioni politiche del 2001 viene candidato alla Camera dei deputati nel collegio elettorale di Nocera Inferiore, sostenuto dalla coalizione di centro-destra Casa delle Libertà in quota AN, risultando eletto deputato con il 40,89% dei voti e superando i candidati de L'Ulivo Vincenzo Casalino (37,69%), di Democrazia Europea Luigi Cremone (12,69%) e della Lista Di Pietro Domenico Cassano (4,94%). Nel corso della XIV legislatura ha fatto parte della 4ª Commissione Difesa (2001), della 2ª Commissione Giustizia (2001-2003), di cui è stato anche capogruppo per AN (2003), e della 3ª Commissione Affari esteri e comunitari (2003-2006), oltre a far parte del comitato direttivo e ricoprire l'incarico di vice-capogruppo del gruppo parlamentare di AN alla Camera (2003-2006).
Nel 2005 si è fatto promotore di una controversa legge di riforma del codice penale riguardo i termini della prescrizione e le pene per i reati di associazione mafiosa e usura che, portando il suo nome e venendo poi sconfessata dallo stesso, a causa delle profonde e non condivise modifiche apportate dal Parlamento, ad oggi è indicata con il nome di ex Cirielli. Tra marzo e luglio dello stesso anno è stato anche assessore nella giunta comunale di Nocera Superiore (Salerno).

### Rielezione alla Camera
Alle elezioni politiche del 2006 viene ricandidato alla Camera, tra le liste di Alleanza Nazionale nella circoscrizione Campania 2 in terza posizione, venendo rieletto a Montecitorio. Nella XV legislatura della Repubblica è stato segretario della 2ª Commissione Giustizia.
Alle elezioni politiche del 2008 viene candidato alla Camera, tra le liste del Popolo della Libertà (lista elettorale che univa principalmente AN e Forza Italia) nella medesima circoscrizione in ottava posizione, risultando eletto per la terza volta deputato. Nella XVI legislatura della Repubblica è stato presidente della 4ª Commissione Difesa, oltre a risultare nella classifica finale di legislatura dell'indice di produttività dei parlamentari, stilata da Openpolis, viene indicato come ottavo in assoluto.

### Presidente della Provincia di Salerno
Nel 2009 aderisce alla confluenza di AN nel Popolo della Libertà (PdL) come partito, con cui alle elezioni amministrative del 2009 si candida alla presidenza della Provincia di Salerno, sostenuto da una coalizione di centro-destra formata da PdL, Unione di Centro, Movimento per l'Autonomia, Nuovo PSI, UDEUR, Alleanza di Centro, Democrazia Cristiana di Giuseppe Pizza, Azione Sociale, Movimento per l'Italia, La Destra - Fiamma Tricolore e le liste Democrazia Federalista - Lista Lubritto, Forza Provincia, Alleanza per Cirielli, Alleanza per le Libertà, Centro per la Libertà, M.E.D.A. e Lega Sud Ausonia, venendo eletto al primo turno con il 55,61% dei voti e superando il presidente uscente di centro-sinistra Angelo Villani (43,83%).
In questa veste ha fatto affiggere, in occasione della festa della Liberazione, un manifesto in cui si afferma che la Liberazione dell'Italia avvenne solo grazie agli anglo-americani mentre i partigiani non giocarono nessun ruolo (e anzi lo stesso Cirielli dichiara che alcuni tra di essi erano piegati a una logica anti-democratica che ambiva all'instaurazione della dittatura sovietica in Italia): tale mossa suscita numerose critiche.
Il 9 ottobre 2012 il consiglio provinciale di Salerno, come quello di Napoli ed altre province italiane, vota una mozione che dichiara l'incompatibilità di Cirielli tra gli incarichi di presidente di Provincia e parlamentare. Il testo è stato appoggiato dalla maggioranza che sostiene Cirielli mentre l'opposizione si è schierata contro. Dopo l'approvazione del testo Cirielli è stato, dunque, dichiarato decaduto come presidente della Provincia, giustificando tale manovra con la volontà di polemizzare contro i pesanti tagli imposti dal governo Monti agli Enti provinciali e con la volontà di ricandidarsi alle politiche del 2013 incarico per cui scatta l'incompatibilità con quello di Presidente di Provincia. Con l'approvazione della mozione sostenuta dalla maggioranza di centrodestra il Presidente Cirielli, il 24 ottobre 2012, viene dichiarato decaduto (non sfiduciato), garantendo così la permanenza in carica dell'intero consiglio provinciale e dell'intera giunta che sarà presieduta ad interim dal vicepresidente della Provincia Antonio Iannone.

### Ufficio di presidenza della Camera
Il 20 dicembre 2012 partecipa alla scissione del PdL guidata da Giorgia Meloni, Ignazio La Russa e Guido Crosetto che porta alla nascita di Fratelli d'Italia (FdI), entrando a far parte dell'ufficio di presidenza.
Nell'ambito delle elezioni politiche della XVII legislatura, tenutesi il 24-25 febbraio 2013, è stato nuovamente eletto parlamentare per la Camera dei deputati dove ha ricoperto l'incarico di segretario di Presidenza. Nel dicembre 2016 viene indicato come il parlamentare più produttivo della regione Campania secondo il Dossier redatto da Open Polis sulla XVII legislatura. Tale riconoscimento viene confermato nel febbraio 2018 per il periodo 2013-2018.
A settembre 2017 è stato eletto membro del Consiglio di amministrazione della Fondazione Alleanza Nazionale.
È il fondatore dell'Associazione Culturale di Area - Destra Europea e socio fondatore di Fondazione Nuova Italia. È stato Presidente Provinciale di Alleanza Nazionale nella provincia di Salerno.
A gennaio 2018 viene eletto presidente della Direzione Nazionale di Fratelli d’Italia, e in vista delle elezioni politiche di quell'anno viene confermato deputato al Parlamento per la XVIII legislatura, durante la quale ricopre il ruolo di questore della Camera.
Nell'ottobre 2018 è stato nominato membro dell'Assemblea parlamentare della NATO.

### Viceministro degli affari esteri
Alle elezioni politiche anticipate del 2022 viene ricandidato alla Camera, come capolista di Fratelli d'Italia nel collegio plurinominale Campania 2 - 02, venendo rieletto deputato. Nella XIX legislatura è membro della 3ª Commissione Affari esteri e comunitari, venendo sostituito per l'incarico di governo che occupa da Elisabetta Gardini, e ha presentato diverse proposte di legge, tra cui l'istituzione di una Commissione parlamentare d'inchiesta sulla vicenda dei marò arrestati in India nel 2012, due testi in materia di misure cautelari e responsabilità civile dei magistrati, la richiesta di istituire "un Servizio nazionale militare di volontari per la mobilitazione" e "una fondazione per la promozione e la tutela del collezionismo minore" e di ripristinare il carcere per atti osceni e nudità in luogo pubblico.
Con la vittoria della coalizione di centro-destra alle politiche e la seguente nascita del governo presieduto da Giorgia Meloni, il 31 ottobre 2022 Cirielli viene indicato dal Consiglio dei Ministri quale viceministro degli affari esteri e della cooperazione internazionale nel governo Meloni, entrando in carica dal 2 novembre e affiancando il ministro e vicepremier Antonio Tajani. Durante il suo mandato ha assunto una posizione filo-azera sul conflitto nell'Artsakh, contestato con un notevole zelo le prese di posizione dell'Unione Europea e i pronunciamenti a favore dell'Armenia da parte del Parlamento europeo, polemizzando nel merito anche col governo francese, creando imbarazzo sia nel suo partito che nella maggioranza di governo.

## Controversie
A dicembre del 2024, durante la presentazione del libro di Italo Bocchino Perché l’Italia è di destra al festival Atreju, Cirielli ha elogiato pubblicamente il fascismo affermando che il tratto distintivo più profondo del fascismo era uno spirito straordinario di libertà.